# Sovico
Sovico är en ort och kommun i provinsen Monza e Brianza i regionen Lombardiet i Italien. Kommunen hade 8 346 invånare (2018).